# Sumberingin Kidul
Sumberingin Kidul is een bestuurslaag in het regentschap Tulungagung van de provincie Oost-Java, Indonesië. Sumberingin Kidul telt 3214 inwoners (volkstelling 2010).